# Ruth Luque
Ruth Luque Ibarra (Santiago, Cusco, 19 de junio de 1979) es una abogada, columnista y política peruana. Es congresista de la república por Cuzco para el periodo 2021-2026. 

## Biografía
Nació en el distrito de Santiago, ubicado en la provincia y en el departamento del Cusco, el 19 de junio de 1979.
Realizó sus estudios primarios en el distrito de Wánchaq y los secundarios en el distrito del Cusco. Estudió la carrera de Derecho en la Universidad Nacional de San Antonio Abad del Cusco, donde llegó a graduarse como abogada. Hizo también una maestría en Derecho Penal.

## Carrera política
Se inició en la política como candidata al Congreso de la República por el Frente Amplio en las elecciones parlamentarias de 2016. Sin embargo, no resultó elegida.

### Congresista de la República
En las elecciones de 2021, postuló nuevamente, bajo las filas de Juntos por el Perú, y resultó elegida con 12 049 votos para el periodo parlamentario 2021-2026. 
En octubre del 2021, junto con los parlamentarios de su bancada Edgard Reymundo, Isabel Cortez y Sigrid Bazán, y los congresistas del Partido Morado - Somos Perú Edward Málaga, Flor Pablo, Susel Paredes y Kira Alcarraz, presentó el Proyecto de Ley n.º 00525/2021-CR para la aprobación del matrimonio igualitario mediante la modificación del artículo 234 del Código Civil. En enero de 2023, la Comisión de Justicia del Congreso archivó este proyecto de ley, y utilizó para su dictamen argumentos conservadores y religiosos, como la «ley natural».
Se desempeña como presidenta de la Comisión de Pueblos Andinos, Amazónicos y Afroperuanos, Ambiente y Ecología para periodo 2023-2024 en el Parlamento y vocera alterna de la bancada de Cambio Democrático-JPP. Anteriormente ocupó la posición de vicepresidenta en la Comisión.